# Resolutie 1961 Veiligheidsraad Verenigde Naties
Resolutie 1961 van de Veiligheidsraad van de Verenigde Naties werd unaniem aangenomen door de VN-Veiligheidsraad op 17 december 2010. De resolutie verlengde de reisbeperkingen, financiële sancties, het wapenembargo en het panel van experts dat op die maatregelen toezag in Liberia met twaalf maanden.

## Achtergrond
Na de hoogdagen onder het decennialange bestuur van William Tubman, die in 1971 overleed, greep Samuel Doe de macht. Zijn dictatoriale regime ontwrichtte de economie en er ontstonden rebellengroepen tegen zijn bewind, waaronder die van de latere president Charles Taylor. In 1989 leidde de situatie tot een burgeroorlog waarin de president vermoord werd. De oorlog bleef nog doorgaan tot 1996. Bij de verkiezingen in 1997 werd Charles Taylor verkozen en in 1999 ontstond opnieuw een burgeroorlog toen hem vijandige rebellengroepen delen van het land overnamen. Pas in 2003 kwam er een staakt-het-vuren en werden VN-troepen gestuurd. Taylor ging in ballingschap en de regering van zijn opvolger werd al snel vervangen door een overgangsregering. In 2005 volgden opnieuw verkiezingen en werd Ellen Johnson-Sirleaf de nieuwe president.

## Inhoud

### Waarnemingen
De heropbouw van Liberia bleef sinds januari 2006 gestaag vooruitgaan.
Eerder waren hierdoor maatregelen inzake hout, houtproducten en diamant reeds beëindigd.
De samenwerking met UNMIL teneinde het markeren van wapens bleef echter ondermaats.
Ondanks de gemaakte vooruitgang bleef de situatie in Liberia een bedreiging voor de vrede en veiligheid in de regio.

### Handelingen
Derhalve werden de reisbeperking die in 2003 waren opgelegd opnieuw met 12 maanden verlengd.
Ook de financiële sancties uit 2004 bleven van kracht, gezien de gebrekkige vooruitgang bij de uitvoering van financiële maatregelen.
Ook het wapenembargo uit 2003 kreeg een nieuwe verlenging van 12 maanden.
Als aan de gestelde voorwaarden werd voldaan kon Liberia de Veiligheidsraad vragen bovenstaande maatregelen te herzien.
Ten slotte werd ook het mandaat van het panel van experts, dat toezag op de naleving van deze maatregelen, met een jaar verlengd.

## Verwante resoluties
- Resolutie 1903 Veiligheidsraad Verenigde Naties (2009)
- Resolutie 1938 Veiligheidsraad Verenigde Naties
- Resolutie 2008 Veiligheidsraad Verenigde Naties (2011)
- Resolutie 2025 Veiligheidsraad Verenigde Naties (2011)

Lijst ·  1908 ·  1909 ·  1910 ·  1911 ·  1912 ·  1913 ·  1914 ·  1915 ·  1916 ·  1917 ·  1918 ·  1919 ·  1920 ·  1921 ·  1922 ·  1923 ·  1924 ·  1925 ·  1926 ·  1927 ·  1928 ·  1929 ·  1930 ·  1931 ·  1932 ·  1933 ·  1934 ·  1935 ·  1936 ·  1937 ·  1938 ·  1939 ·  1940 ·  1941 ·  1942 ·  1943 ·  1944 ·  1945 ·  1946 ·  1947 ·  1948 ·  1949 ·  1950 ·  1951 ·  1952 ·  1953 ·  1954 ·  1955 ·  1956 ·  1957 ·  1958 ·  1959 ·  1960 ·  1961 ·  1962 ·  1963 ·  1964 ·  1965 ·  1966